# Sorčan
Sorčan je priimek več znanih Slovencev:
- Grega Sorčan (*1996), nogometaš
- Jakob Sorčan (1745—1804), teolog in biblicist
- Janez Nepomuk Sorčan (1737—1804), pravnik
- Stojan Sorčan (*1969?), sociolog in politik
- Valentina Hribar Sorčan (*1969), filozofinja